# Petăr Stoianov

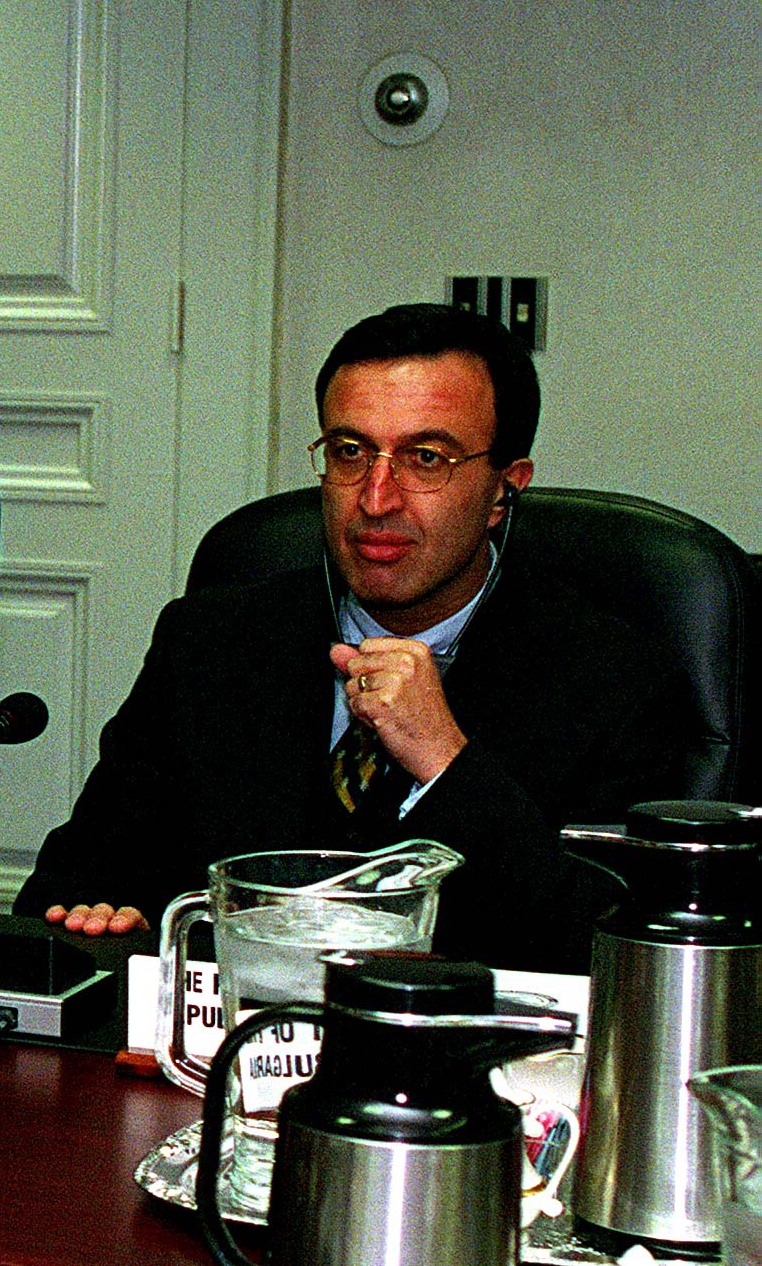

Petăr Stefanov Stoianov (în bulgară Петър Стефанов Стоянов, n. 25 mai 1952, Plovdiv, Republica Populară Bulgaria n. 25 mai 1952, Plovdiv) a fost Președintele Bulgariei, ales prin vot direct de către popor la 22 ianuarie 1997, până pe 22 ianuarie 2002.